# تپه محمود میمنت‌آباد
تپه محمود میمنت آباد مربوط به دوران‌های تاریخی پس از اسلام است و در شهرستان قروه، بخش چهار دولی، روستای میمنت آباد واقع شده و این اثر در تاریخ ۲۵ اسفند ۱۳۷۹ با شمارهٔ ثبت ۳۵۷۰ به‌عنوان یکی از آثار ملی ایران به ثبت رسیده است.